# Antoni Radecki
Antoni Radecki herbu Godziemba (zm. przed 8 sierpnia 1737 roku) – kasztelan lubaczowski od 1735 roku, podkomorzy bełski w 1718 roku, chorąży horodelski w latach 1703–1735, sędzia kapturowy województwa bełskiego w 1733 roku.